# Danio géant
Danio aequipinnatus, Devario aequipinnatus
Espèce
Statut de conservation UICN

 LC  : Préoccupation mineure
Synonymes
- Danio aequipinnatus

Le danio géant (Devario aequipinnatus) est une espèce de poissons de la famille des Cyprinidae.